# Planomicrobium soli
Planomicrobium soli ist eine Art von Bakterien. Die Art zählt zu den Firmicutes.

## Merkmale

### Erscheinungsbild
Die Farbe der Kolonien von Planomicrobium soli ist schwach Orange. Die Zellen sind kokkenförmig oder kurz stäbchenförmig (0,8–1 μm). Endosporen werden nicht gebildet. Das Bakterium ist beweglich durch ein polares Flagellum.

### Wachstum und Stoffwechsel
Planomicrobium soli ist chemoorganotroph und aerob. Wachstum erfolgt bei Temperaturen zwischen 4 und 38 °C, bestes Wachstum bei Temperaturen von 28 bis 30 °C. Optimaler pH-Wert liegt zwischen 7 und 8, toleriert werden Werte von 6 bis 10. Nitrat wird nicht zu Nitrit reduziert. Das Bakterium ist Katalase-positiv, der Oxidase-Test verläuft negativ.
Es hydrolysiert Gelatine, Äskulin und Casein, eine Hydrolyse von Polysorbat 80 (Tween 80) und Stärke findet nicht statt. Der Urease-Test verläuft positiv. Schwefelwasserstoff wird nicht gebildet.
Glucose oder Saccharose können als einzige Kohlenstoff- und Energiequelle vom Bakterium genutzt werden.

### Chemotaxonomische Merkmale
Die Gram-Färbung von Planomicrobium soli verläuft positiv. Die überwiegend vorhandenen Menachinone sind MK-7 und MK-8. Der Peptidoglycan-Typ ist A4α, die Zellwand enthält die Aminosäuren L-Lysin, Glutaminsäure und Alanin. Die hauptsächlichen Phospholipide der Membran sind Phosphatidylethanolamine, Phosphatidylglycerine und Diphosphatidylglycerine. Der GC-Gehalt in der DNA liegt bei 40,3 Mol-Prozent.

## Systematik
Planomicrobium soli zählt zu der Familie Planococcaceae, welche wiederum zu der Ordnung Bacillales der Firmicutes gestellt wird. Das Bakterium wurde im Jahr 2014 von Xiaonan Luo und Mitarbeitern erstmals beschrieben. Isoliert wurde es aus einer Bodenprobe in dem Gebiet der Inneren Mongolei. Phylogenetisch am nächsten steht das Bakterium den Arten Planomicrobium okeanokoites, Planomicrobium koreense, Planomicrobium mcmeekinii und Planomicrobium flavidum.

## Etymologie
Der Gattungsname setzt sich aus den griechischen Worten planos („Wanderer“) und micros („klein“) zusammen und bezieht sich auf die Größe (es handelt sich entweder um Kokken oder kurze Stäbchen) und Eigenschaft der Motilität dieser Bakterien. Der Artname P. soli ist abgeleitet von dem lateinischen Wort „Soli“ (Boden) und bezieht sich auf den Fundort, das Bakterium wurde aus einer Bodenprobe isoliert.